# Де Мартенсова клаузула
Де Мартенсова клаузула представља клаузулу уврштену у увод IV хашке конвенције о сувоземном рату из 1899. године. Име је добила по свом предлагачу, руском правнику Фредерику Фромхолду де Мартенсу. Клаузула гласи:
| „ | Високе стране уговорнице налазе за потребно да констатују да у свим случајевима који нису регулисани прихваћеним одредбама, становништво и зараћене стране остају под влашћу и заштитом начела међународног права, која проистичу из обичаја устаљених између просвећених народа, закона човечности и захтева јавне савести. | ” |

Клаузула је имала за циљ да заштити учеснике у рату од свих евентуалних недозвољених средстава рата која нису наведени у постојећим конвенцијама. Посебно се имао у виду нагли развој војне технике, који је могао да постојеће конвенције учини застарелим.
Де Мартенсова клаузула примењује се и данас, и сматра се да је постала део обичајног међународног права.